# Lijst van nummer 1-hits in Duitsland in 1964
Deze hits stonden in 1964 op nummer 1 in de Der Musikmarkt, de bekendste hitlijst in Duitsland.
| Datum        | Artiest                        | Titel                                      |
| ------------ | ------------------------------ | ------------------------------------------ |
| 4 januari    | Cliff Richard                  | Rote Lippen soll man küssen                |
| 11 januari   | Cliff Richard                  | Rote Lippen soll man küssen                |
| 18 januari   | Cliff Richard                  | Rote Lippen soll man küssen                |
| 25 januari   | Bernd Spier                    | Das kannst du mir nicht verbieten          |
| 1 februari   | Bernd Spier                    | Das kannst du mir nicht verbieten          |
| 8 februari   | Bernd Spier                    | Das kannst du mir nicht verbieten          |
| 15 februari  | Bernd Spier                    | Das kannst du mir nicht verbieten          |
| 22 februari  | Bernd Spier                    | Das kannst du mir nicht verbieten          |
| 29 februari  | The Beatles                    | I want to hold your hand                   |
| 7 maart      | The Beatles                    | I want to hold your hand                   |
| 14 maart     | The Beatles                    | I want to hold your hand                   |
| 21 maart     | The Beatles                    | I want to hold your hand                   |
| 28 maart     | The Beatles                    | I want to hold your hand                   |
| 4 april      | The Beatles                    | I want to hold your hand                   |
| 11 april     | The Beatles                    | I want to hold your hand                   |
| 18 april     | The Beatles                    | I want to hold your hand                   |
| 25 april     | Ronny                          | Oh my darling Caroline                     |
| 2 mei        | Ronny                          | Oh my darling Caroline                     |
| 9 mei        | Ronny                          | Oh my darling Caroline                     |
| 16 mei       | Ronny                          | Oh my darling Caroline                     |
| 23 mei       | Ronny                          | Oh my darling Caroline                     |
| 30 mei       | Ronny                          | Oh my darling Caroline                     |
| 6 juni       | Ronny                          | Oh my darling Caroline                     |
| 13 juni      | Ronny                          | Oh my darling Caroline                     |
| 20 juni      | Drafi Deutscher                | Shake hands                                |
| 27 juni      | Drafi Deutscher                | Shake hands                                |
| 4 juli       | Siw Malmkvist                  | Liebeskummer lohnt sich nicht              |
| 11 juli      | Siw Malmkvist                  | Liebeskummer lohnt sich nicht              |
| 18 juli      | Siw Malmkvist                  | Liebeskummer lohnt sich nicht              |
| 25 juli      | Siw Malmkvist                  | Liebeskummer lohnt sich nicht              |
| 1 augustus   | Siw Malmkvist                  | Liebeskummer lohnt sich nicht              |
| 8 augustus   | Siw Malmkvist                  | Liebeskummer lohnt sich nicht              |
| 15 augustus  | Siw Malmkvist                  | Liebeskummer lohnt sich nicht              |
| 22 augustus  | Siw Malmkvist                  | Liebeskummer lohnt sich nicht              |
| 29 augustus  | Siw Malmkvist                  | Liebeskummer lohnt sich nicht              |
| 5 september  | Siw Malmkvist                  | Liebeskummer lohnt sich nicht              |
| 12 september | Peter Lauch & die Regenpfeifer | Das kommt vom rudern, das kommt vom segeln |
| 19 september | Peter Lauch & die Regenpfeifer | Das kommt vom rudern, das kommt vom segeln |
| 26 september | Peter Lauch & die Regenpfeifer | Das kommt vom rudern, das kommt vom segeln |
| 3 oktober    | Peter Lauch & die Regenpfeifer | Das kommt vom rudern, das kommt vom segeln |
| 10 oktober   | Peter Lauch & die Regenpfeifer | Das kommt vom rudern, das kommt vom segeln |
| 17 oktober   | Peter Lauch & die Regenpfeifer | Das kommt vom rudern, das kommt vom segeln |
| 24 oktober   | Johnny Rivers / Bernd Spier    | Memphis, Tennessee                         |
| 31 oktober   | Johnny Rivers / Bernd Spier    | Memphis, Tennessee                         |
| 7 november   | Johnny Rivers / Bernd Spier    | Memphis, Tennessee                         |
| 14 november  | Johnny Rivers / Bernd Spier    | Memphis, Tennessee                         |
| 21 november  | Johnny Rivers / Bernd Spier    | Memphis, Tennessee                         |
| 28 november  | Johnny Rivers / Bernd Spier    | Memphis, Tennessee                         |
| 5 december   | Johnny Rivers / Bernd Spier    | Memphis, Tennessee                         |
| 12 december  | Johnny Rivers / Bernd Spier    | Memphis, Tennessee                         |
| 19 december  | Roy Orbison                    | Oh, pretty woman                           |
| 26 december  | Roy Orbison                    | Oh, pretty woman                           |